# ランベルト・ディーニ
ランベルト・ディーニ （ Lamberto Dini、1931年3月1日 - ）は、イタリアの政治家、経済学者。上院議員（2期）。
下院議員（1期）、首相（第75代）、外相、法相、国庫相、上院副議長、自由民主主義者党首（初代）、国際通貨基金理事、イタリア銀行副総裁を歴任。

## 概要
トスカーナ州フィレンツェ県フィレンツェ出身。
フィレンツェ大学経済学部を経て、ミシガン大学大学院修了。 
1959年、IMF勤務。 1976年からIMF理事に就任。 
1979年にはイタリア銀行副総裁に転身し、アジア開発銀行のイタリア代表に就任。 
1994年5月、第1次ベルルスコーニ内閣に非議員ながら国庫相に就任。翌1995年1月、第75代（戦後第54代）の首相に任命される。
1996年、下院議員に選出。
2001年、上院議員に選出。
2007年、マルゲリータ（ML）と左翼民主主義者（DS）の合流（民主党結党）方針に反発し離党、自由民主主義者（DL）を結成し、党首に就任した。2008年、プローディ内閣信任案に反対票を投じたことで「ルニオーネ」と決別、中道右派連合「自由の人民」（PL）入りを表明した。
2009年、日本国政府より旭日大綬章授与。

## 主張・発言
- 「米国の言うことを聞いている『お友達』は日本だけ」と日米地位協定について事実上皮肉を込めた発言をしている[2]。